# The Unknown Country
The Unknown Country è un cortometraggio muto del 1914. Il nome del regista non viene riportato nei credit del film basato su una storia di Emmett C. Hall.

## Produzione
Il film fu prodotto dalla Lubin Manufacturing Company.

## Distribuzione
Distribuito dalla General Film Company, il film - un cortometraggio in una bobina - venne distribuito nelle sale USA il 20 novembre 1914.